# Киров (станция)
Ки́ров (в АСУ «Экспресс»: Киров-Пассажирский) — главная пассажирская узловая железнодорожная станция города Кирова, главная станция Кировского региона Горьковской железной дороги, расположена на северном и новом направлении Транссибирской магистрали. Обслуживает пассажирские перевозки московского, петербургского, котласского и пермского направлений. Грузовые перевозки направляются по обходу Кирова.
Кировский железнодорожный узел электрифицирован на переменном токе. Станция является узловой, от неё отходят три направления: на Москву и Санкт-Петербург, на Пермь и на Котлас (станция Киров-Котласский). 
На станции работает локомотивное и вагонное депо. В локомотивном депо обращаются, в основном, электровозы ЧС4Т, а также некоторое количество электровозов ЭП1М. Вагонное депо формирует пассажирские поезда дальнего и местного следования, в том числе также фирменный поезд № 31/32 «Вятка» Киров — Москва.
Рядом со станцией расположен дворец культуры железнодорожников, железнодорожная больница и поликлиника и филиал университета путей сообщения.

## История

### Предыстория

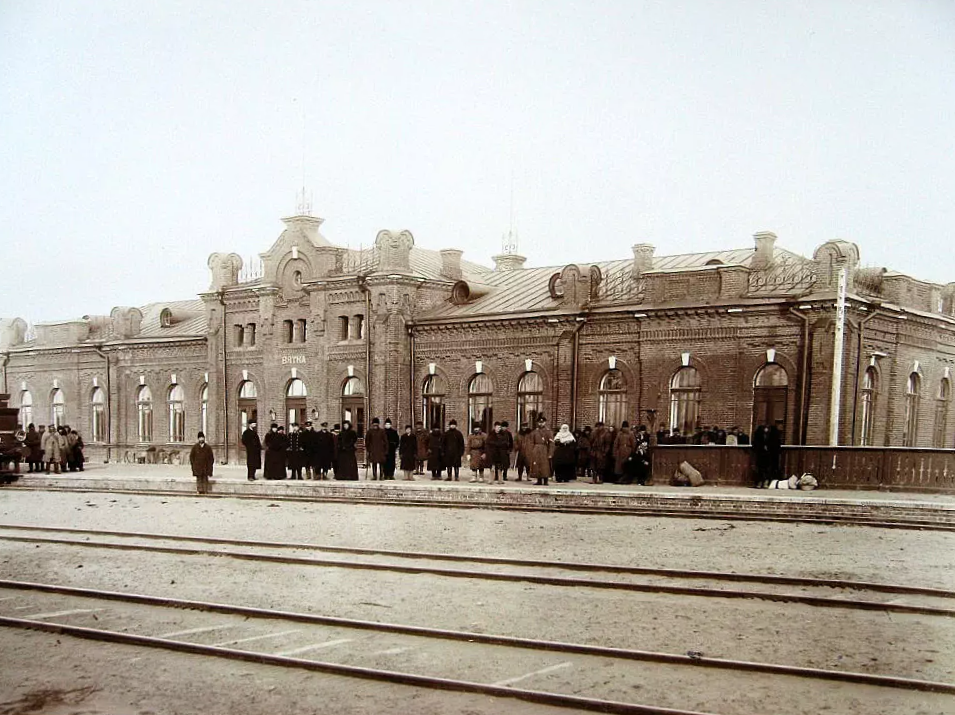
Станция Вятка-II

Вплоть до конца XIX века Вятка не имела какого-бы то ни было железнодорожного сообщения с окружающими землями. В 1898 году было полностью запущено движение по линии Пермь — Котлас с промежуточной станцией Вятка-II (ныне Киров-Котласский). Новая дорога, соединившая Вятку с Сибирью, была включена в прямое сообщение со железными дорогами России. 
В то же время отсутствие железной дороги, которая бы связывала Вятку с центральной частью России, не устраивало ни промышленников, ни купечество. В 1898 году по высочайшему соизволению императора Николая II началось проведение изысканий направления железнодорожной линии от Санкт-Петербурга до Вятки.
Изыскания велись промышленником Мамонтовым по двум направлениям: северному через Солигалич на Орлов и южному через Галич на Котельнич. Южный вариант получил предпочтение и одобрение государя. Однако, в связи с тем, что Мамонтов получил множество долгов, был признан банкротом и подвергнут суду, подготовка к строительству дороги была отложена.
Вновь вернулись к этому вопросу в 1901 году. Работы по изысканию были продолжены, но уже за государственный счет. 
Вновь был поднят вопрос направления пути: через Котельнич или через Орлов. Вятский городской голова Я. Поскребышев убеждал руководство Орловского уезда в необходимости провести линию через их город. Сторонники пути через Котельнич утверждали, что подвоз грузов с низовьев Вятки к нему более обеспечен, чем к Орлову. Поскребышев же говорил, что в Орлове в этом плане дела обстоят не хуже. Кроме того, по его мнению, путь через Орлов более прямой и быстрый, чем через Котельнич. Более того, в Котельниче невозможно было обустроить перевалочный пункт из баржи в вагон. Орлов без железнодорожного пути придет в упадок, тогда как железная дорогая привела бы к его расцвету и возможности конкурировать с самой Вяткой. Свое письмо в поддержку орловского варианта Поскребышев отправил в министерство путей сообщения. Туда же поступили еще 15 аналогичных писем от простых горожан и государственных служащих. вятская городская управа провела за свой счет необходимые изыскания.
В 1902 году на заседании комитета управления по сооружению железных дорог под председательством тайного советника К. Михайловского было принято решение о строительстве пути через Котельнич. В расчет принимались стоимость строительства мостов и дополнительных сооружений. Котельнический вариант в этом плане был более экономичным. Кроме того, речной участок от Соколок (место впадения Вятки в Каму) до Котельнича был судоходен в течение всей навигации, тогда как у Орлова навигация была значительно короче. Также было принято во внимание то, что Алексеевская ярмарка в Котельниче, ежегодный оборот которой составлял более трех миллионов рублей, без подведения железнодорожный путей, потеряет свою значимость.

### Петербургский вокзал

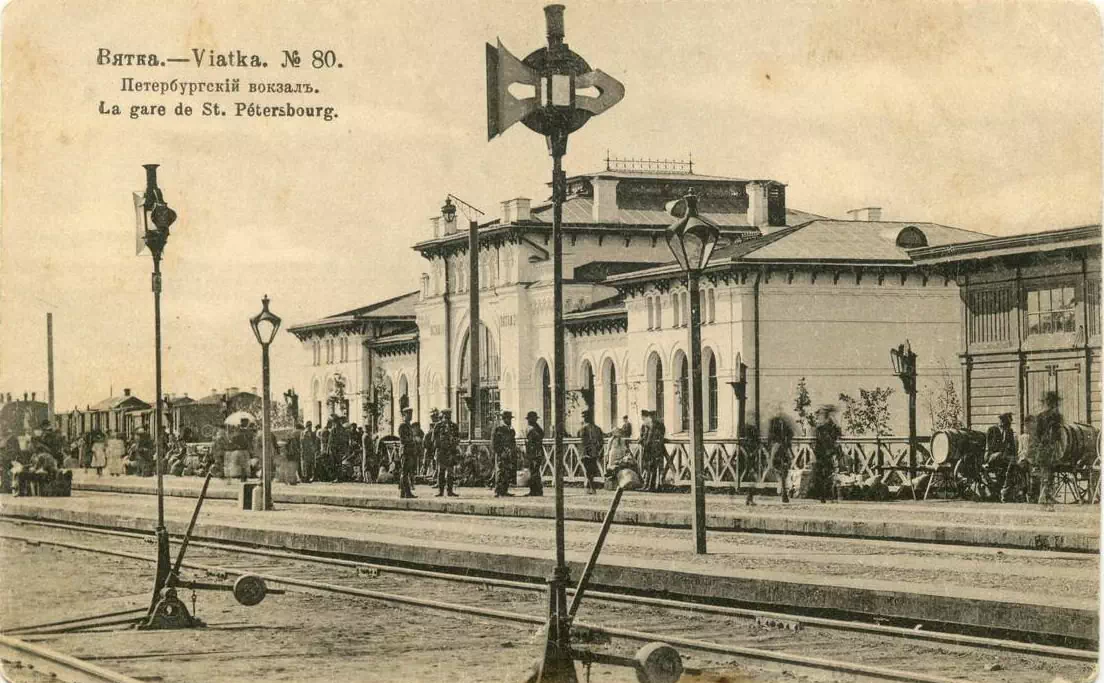
Петербургский вокзал, 1908 год

Строительство линии до Петербурга велось с 1902 по 1906 годы. Первый грузовой поезд по этому направлению отправился 1 декабря 1905 года. Товарно-пассажирские поезда начали ходить с 3 марта 1906 года три раза в неделю, а с октября этого же года ежедневно. 
К открытию линии в 1906 году было построено здание Петербургского вокзала (Вятка-I). Новый вокзал был кирпичный и одноэтажный. По своей площади, которая составляла 720 кв. м., он уступал по площади старому находящемуся на станции Вятка-II. С первых дней это вызывало неудобства, как у железнодорожников, так и у пассажиров. Не помогали в этом деле и неоднократные расширения пристройками, одна из которых имела место в 1911 году, когда был построен деревянный павильон рядом с вокзалом, где расположили ещё один зал с билетными кассами и кабинет дежурного по вокзалу. 
Часто люди проводили на вокзале по несколько дней: жители деревень старались прибыть на вокзал заранее, чтобы не опоздать на поезд. Для них были организованы буфеты, стояли самовары с кипятком.
С момента постройки станция стала основным звеном в прямом сообщении Урала и Западной Сибири с Петербургом и Европой. Это отнесло на задний план станцию Вятка-II (ныне Киров-Котласский). 
Между тем городские власти к появлению вокзала были не готовы. В 1904 году городской голова А. И. Поскребышев отмечал: «дороги, соединяющие центр города с местом расположения станции Вятка, находятся настолько в неудовлетворительном состоянии, что весной и в дождливое время, вследствие глинистого грунта, становятся положительно непроездными». Из-за бюрократизма приступить к мощению дороги власти смогли только к 1908 году. 
В годы гражданской войны на станцию прибывали отряды красноармейцев, агитационные поезда, проходили митинги.

### Советский период

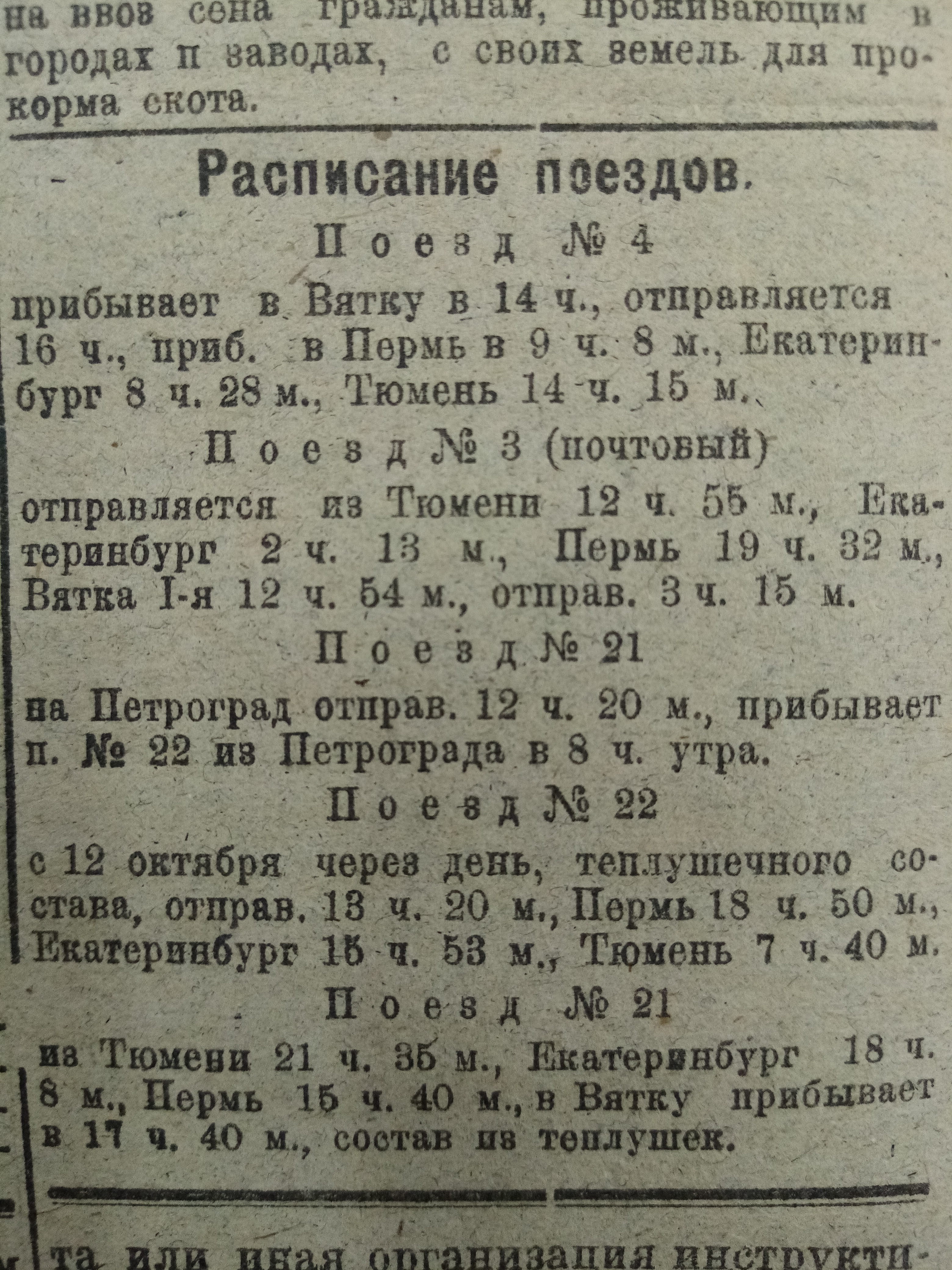
Расписание поездов на станции Вятка I осенью 1920 года

В 1924 в депо станции поступила партия паровозов серии Эг и Эш, произведенных на заводах Германии и Швеции. Вскоре туда стали поступать и отечественные паровозы, которые отличались улучшенными условиями для бригад, а также вагоны.
В 1935 году на вокзале были открыты комнаты матери и ребёнка, комнаты отдыха и ресторан.
Вслед за переименованием города, в 1936 году станция поменяла своё название на Киров и была присоединена к Горьковской железной дороге, которая стала заниматься улучшением материальных условий. В паровозное депо станции стали поступать паровозы повышенной мощности серий Эм, СО, Су. Ремонтные цеха пополнились новым оборудованием, вагонный парк переводился на автоматические тормоза.
В годы Великой Отечественной войны с вокзала уходили эшелоны с воинскими частями. Перед отправкой отрядов на привокзальной площади проходили митинги. В послевоенные годы на вокзале располагалась походная кухня, где бесплатно раздавали кашу.
В 1961 году вокзал приобрел нынешний облик. Масштабная реконструкция позволила расширить площадь здания и обеспечить его современной инфраструктурой. Кировский вокзал, одним из первых в стране, внедрял пассажирскую автоматику: камеры хранения, справочные установки, информационные табло показывающие наличие свободных мест, билетопечатающие машинки и многое другое.
С 1967 года курсирует фирменный пассажирский поезд «Вятка», который затем стал одним из лучших поездов на Горьковской железной дороге и визитной карточкой кировских железнодорожников.
Для улучшения удобства пассажиров в 1982 году был построен конкорс от вокзала к путям и оборудован кассовый зал.
В поздние советские годы, несмотря на противодействие органов правопорядка, была популярна торговля с китайцами, которые проезжали мимо города на поезде Москва — Пекин. От них кировчане получали дешёвую одежду, бижутерию и прочие товары.

### Современный этап
В 2002 году был открыт центр сервисного обслуживания пассажиров, где кроме приобретения билетов можно получить более 20 видов различных услуг. В 2016 году на станции заработал бесплатный Wi-Fi и установлены навесы на пригородных платформах.

## Дальнее следование
По графику 2018 года через станцию курсируют следующие поезда дальнего следования:
| Круглогодичное обращение поездов | Круглогодичное обращение поездов | Круглогодичное обращение поездов | Круглогодичное обращение поездов |
| № поезда                         | Маршрут движения                 | № поезда                         | Маршрут движения                 |
| -------------------------------- | -------------------------------- | -------------------------------- | -------------------------------- |
| 1 «Россия»                       | Владивосток — Москва             | 2 «Россия»                       | Москва — Владивосток             |
| 3                                | Пекин — Москва                   | 4                                | Москва — Пекин                   |
| 5                                | Улан-Батор — Москва              | 6                                | Москва — Улан-Батор              |
| 7 «Кама»                         | Пермь — Москва                   | 8 «Кама»                         | Москва — Пермь                   |
| 9                                | Киров — Нижний Новгород          | 10                               | Нижний Новгород — Киров          |
| 11 «Ямал»                        | Новый Уренгой — Москва           | 12 «Ямал»                        | Москва — Новый Уренгой           |
| 13 «Новокузнецк»                 | Новокузнецк — Санкт-Петербург    | 14 «Новокузнецк»                 | Санкт-Петербург — Новокузнецк    |
| 19 «Восток»                      | Пекин — Москва                   | 20 «Восток»                      | Москва — Пекин                   |
| 31 «Вятка»                       | Киров — Москва                   | 32 «Вятка»                       | Москва — Киров                   |
| 37 «Томич»                       | Томск — Москва                   | 38 «Томич»                       | Москва — Томск                   |
| 55 «Енисей»                      | Красноярск — Москва              | 56 «Енисей»                      | Москва — Красноярск              |
| 63                               | Новосибирск — Минск              | 64                               | Минск — Новосибирск              |
| 67                               | Абакан — Москва                  | 68                               | Москва — Абакан                  |
| 69                               | Чита — Москва                    | 70                               | Москва — Чита                    |
| 71 «Демидовский Экспресс»        | Екатеринбург — Санкт-Петербург   | 72 «Демидовский Экспресс»        | Санкт-Петербург — Екатеринбург   |
| 73                               | Тюмень — Санкт-Петербург         | 74                               | Санкт-Петербург — Тюмень         |
| 83 «Северный Урал»               | Приобье — Москва                 | 84 «Северный Урал»               | Москва — Приобье                 |
| 89                               | Воркута — Нижний Новгород        | 90                               | Нижний Новгород — Воркута        |
| 91                               | Северобайкальск — Москва         | 92                               | Москва — Северобайкальск         |
| 99                               | Владивосток — Москва             | 100                              | Москва — Владивосток             |
| 103                              | Новосибирск — Брест              | 104                              | Брест — Новосибирск              |
| 109                              | Новый Уренгой — Москва           | 110                              | Москва — Новый Уренгой           |
| 123                              | Киров — Санкт-Петербург          | 124                              | Санкт-Петербург — Киров          |
| 131                              | Ижевск — Санкт-Петербург         | 132                              | Санкт-Петербург — Ижевск         |
| 145                              | Челябинск — Санкт-Петербург      | 146                              | Санкт-Петербург — Челябинск      |
| 309                              | Воркута — Адлер                  | 310                              | Адлер — Воркута                  |
| 311                              | Воркута — Новороссийск           | 312                              | Новороссийск — Воркута           |
| 367                              | Кисловодск — Киров               | 368                              | Киров — Кисловодск               |

| Сезонное обращение поездов | Сезонное обращение поездов  | Сезонное обращение поездов | Сезонное обращение поездов  |
| № поезда                   | Маршрут движения            | № поезда                   | Маршрут движения            |
| -------------------------- | --------------------------- | -------------------------- | --------------------------- |
| 191                        | Челябинск — Санкт-Петербург | 192                        | Санкт-Петербург — Челябинск |
| 501                        | Киров — Анапа               | 502                        | Анапа — Киров               |
| 531                        | Киров — Адлер               | 532                        | Адлер — Киров               |

## Инфраструктура
При вокзале находятся три зала ожидания, включая зал класса «Комфорт». Каждый из них имеет зону бесплатного Wi-Fi и места для зарядки устройств. В здании находятся гостиница на 17 мест, ряд магазинов, кафе и бар.
Пассажирское отделение обслуживает пассажирские поезда дальнего и местного следования, а также пригородное сообщение. Багажное отделение обслуживает мелкогрузовые и почтовые перевозки.
Одной из главных достопримечательностей вокзала является роспись стены размером в 100 квадратных метров в здании фойе вокзала на втором этаже. Она была выполнена в 1998 году художником Александром Набиулиным. Роспись называется «Сказание о Вятке», она рассказывает об эпизодах истории Вятского края.

## Галерея

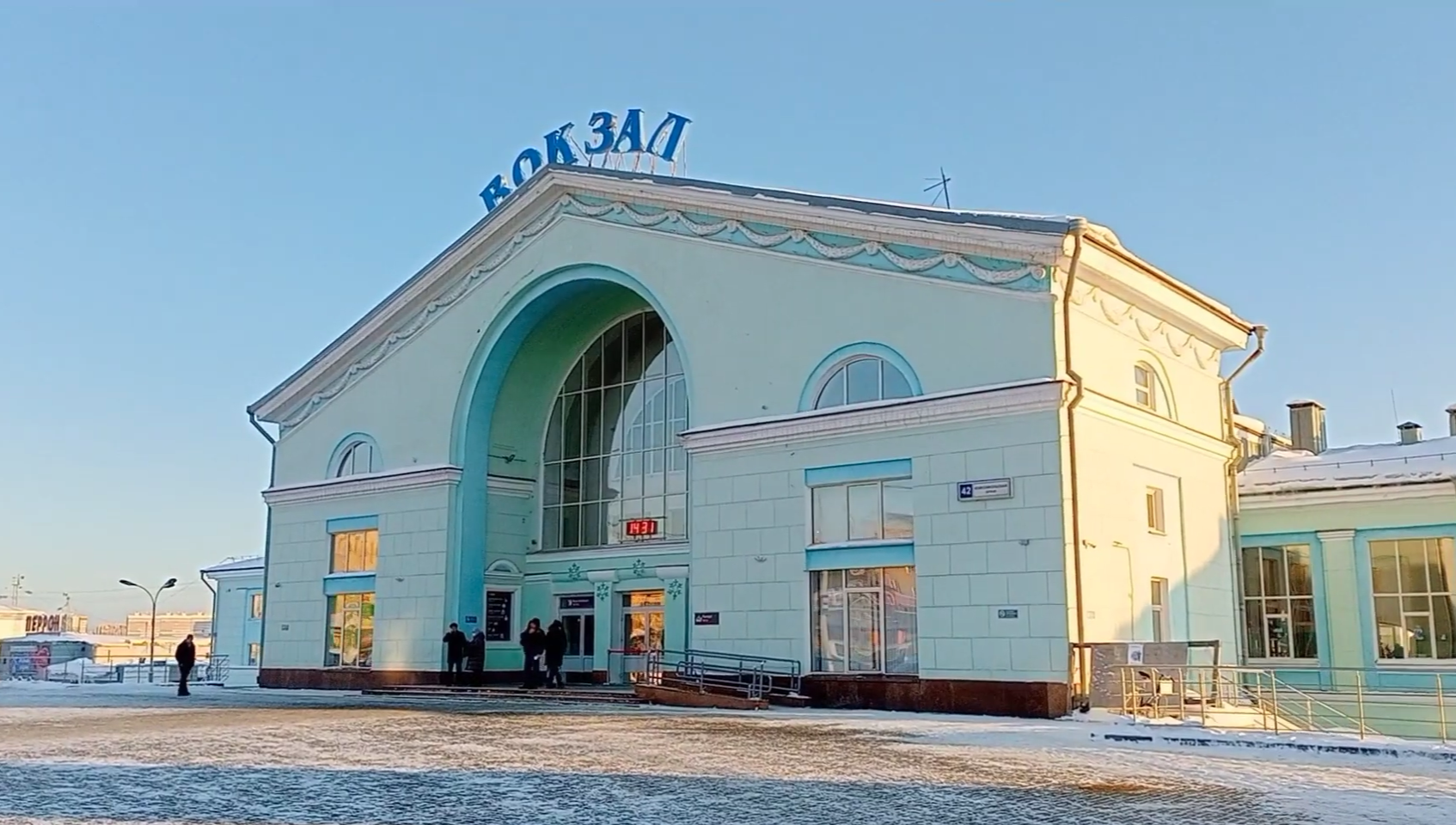
Фасад здания вокзала
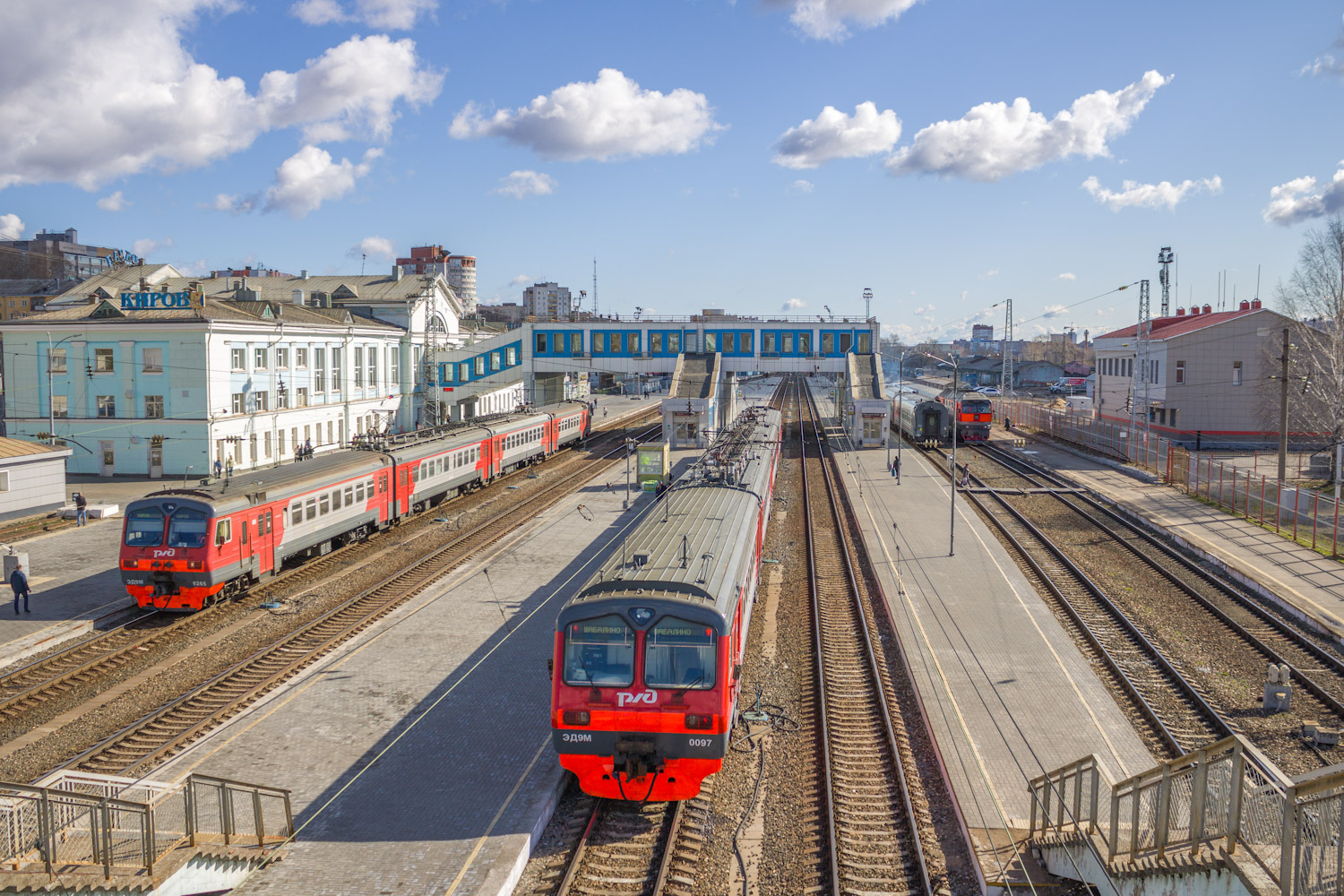
Западная часть вокзала со стороны путей
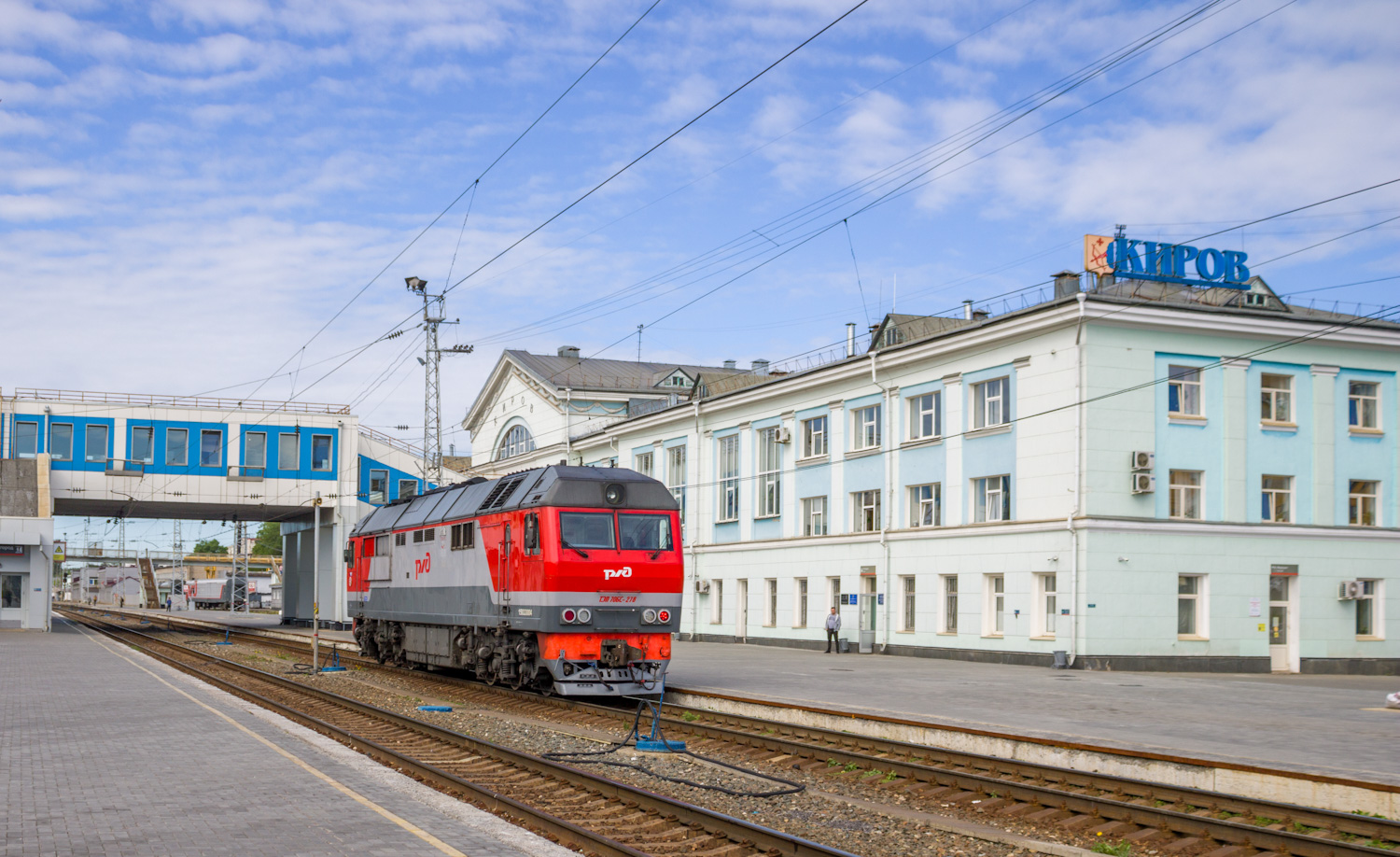
Восточная часть вокзала со стороны путей